# Thomas Laub
Thomas Linnemann Laub (ur. 5 grudnia 1852 w Langå, zm. 24 lutego 1927 w Gentofte) – duński kompozytor i organista.

## Życiorys
Początkowo studiował teologię, przerwał jednak kształcenie się w tym kierunku i w latach 1873–1876 odbył studia muzyczne w konserwatorium w Kopenhadze. W latach 1882–1883 odbył uzupełniające studia we Włoszech. Był organistą w kopenhaskich kościołach św. Ducha (1884–1891) i Holmens Kirke (1891–1925). Zbierał zabytki duńskiej muzyki sakralnej i świeckiej, wydawał też zbiory pieśni we własnym opracowaniu. Sam także komponował pieśni, utrzymane w dawnym, nawiązującym do wzorców ludowych stylu.
Działał na rzecz reformy protestanckiej muzyki religijnej w duchu cecylianizmu. Opublikował prace Vor musikundervisning og den musilazlske dannelse (Kopenhaga 1884), Om kirkesangen (Kopenhaga 1887) oraz Musik og kirke (Kopenhaga 1920, 2. wyd. 1938). W 1922 roku powstało Duńskie Towarzystwo Hymnologiczne, propagujące reformatorskie poglądy Lauba.